# San Luis, Santiago de Cuba
San Luis là một đô thị ở tỉnh Santiago de Cube củaCuba. Cự ly 19 km (12 mi) về phía bắc Santiago de Cuba.

## Thông tin nhân khẩu
Năm 2004, đô thị San Luis có dân số 88.496 người. Diện tích là 498 km² (192,3 mi²), với mật độ dân số là 177,7người/km² (460,2người/sq mi).
Đô thị này được chia thành các phường (barrio) Dos Caminos, La Luz, Majaguabo, Monte Dos Leguas, Norte và Sur.